# Szkírek

Szkírek által lakott terület 460-ban

A szkírek (egykorú forrásokban Scirii vagy Skirii) egy keleti germán nép tagjai voltak, az írott források szerint az 1. századtól az 5. század végéig zajlott történelmük. Bár Odoaker révén jelentős szerepük volt a Nyugatrómai Birodalom bukásában, szállásterületük elhelyezkedése mai napig vitákat kelt, a többi népvándorlás kori germán néppel való kapcsolatuk nem tisztázott.

## Történetük
A szkírek korai története nem ismert. Idősebb Plinius szerint a szkírek a szarmaták, vandálok és herulok szomszédságában éltek a Visztula vidékén. A szkírekről a későbbiekben csak szórványosan maradtak fenn források; a 4. század végén a hunok fennhatósága alá kerültek.
A Nedao folyó vagy patak melletti csatában az Ardarik vezette gepidák, rugiak, szvébek, szkírek, szarmaták szövetsége győzelmet aratott az Attila fiai által vezette hunok maradékain. A csata pontos időpontja (Attila halála után 453, 454 vagy 455-ben) és helye azonban máig vitatott. A hunok legyőzését követően a szkírek a Duna–Tisza közének déli részén telepedtek meg Edika vezetésével, a Tiszántúlt ellenőrző gepidák és a Pannoniába költözött keleti gótok közé szorulva.
A 469-ben vívott Bolia menti csata során a szkírek „országa” összeomlott: a keleti gótokkal vívott csata során elesett Edika szkír király. Edika fia, Odoaker a megmaradt szkíreket a herulokkal, rugiakkal és más germán csoportokkal együtt Itáliába vezette.